# Choeroniscus periosus
Choeroniscus periosus é uma espécie de morcego da família Phyllostomidae. Pode ser encontrada no Colômbia e Equador.